# 越後広田駅
越後広田駅（えちごひろたえき）は、新潟県柏崎市大字旧広田にある、東日本旅客鉄道（JR東日本）信越本線の駅である。

## 歴史
- 1921年（大正10年）12月27日：鉄道省（国鉄の前身）の駅として開業[1][2]。
- 1971年（昭和46年）12月1日：貨物の取り扱いを廃止[2]。
- 1972年（昭和47年）5月26日：信越本線北条駅 - 当駅間が複線化され、日本の鉄道における複線が総延長5,000kmを突破[3]。のちに当時の国鉄常務理事、長濱政雄の揮毫による「複線五千粁」碑が当駅に建立される[3]。
- 1984年（昭和59年）2月1日：荷物の取り扱いを廃止[2]。
- 1986年（昭和61年）
  - 9月：棒線化[4]。
  - 11月1日：駅員無配置駅となる[5]。
- 1987年（昭和62年）4月1日：国鉄分割民営化により、JR東日本の駅となる[2]。
- 2017年（平成29年）8月：のりば番号（1番線、2番線）が設定される。

## 駅構造
単式ホーム2面2線を持つ地上駅である。両ホームは跨線橋で連絡している。1番線（柏崎方面）ホーム上に前述の「複線五千粁」碑がある。
柏崎駅管理の無人駅となっている。切妻屋根の駅舎は待合室の機能のみ。乗車駅証明書発行機、トイレなどがある。

### のりば
| 番線 | 路線      | 方向 | 行先             |
| ---- | --------- | ---- | ---------------- |
| 1    | ■信越本線 | 上り | 柏崎・直江津方面 |
| 2    | ■信越本線 | 下り | 長岡・新潟方面   |

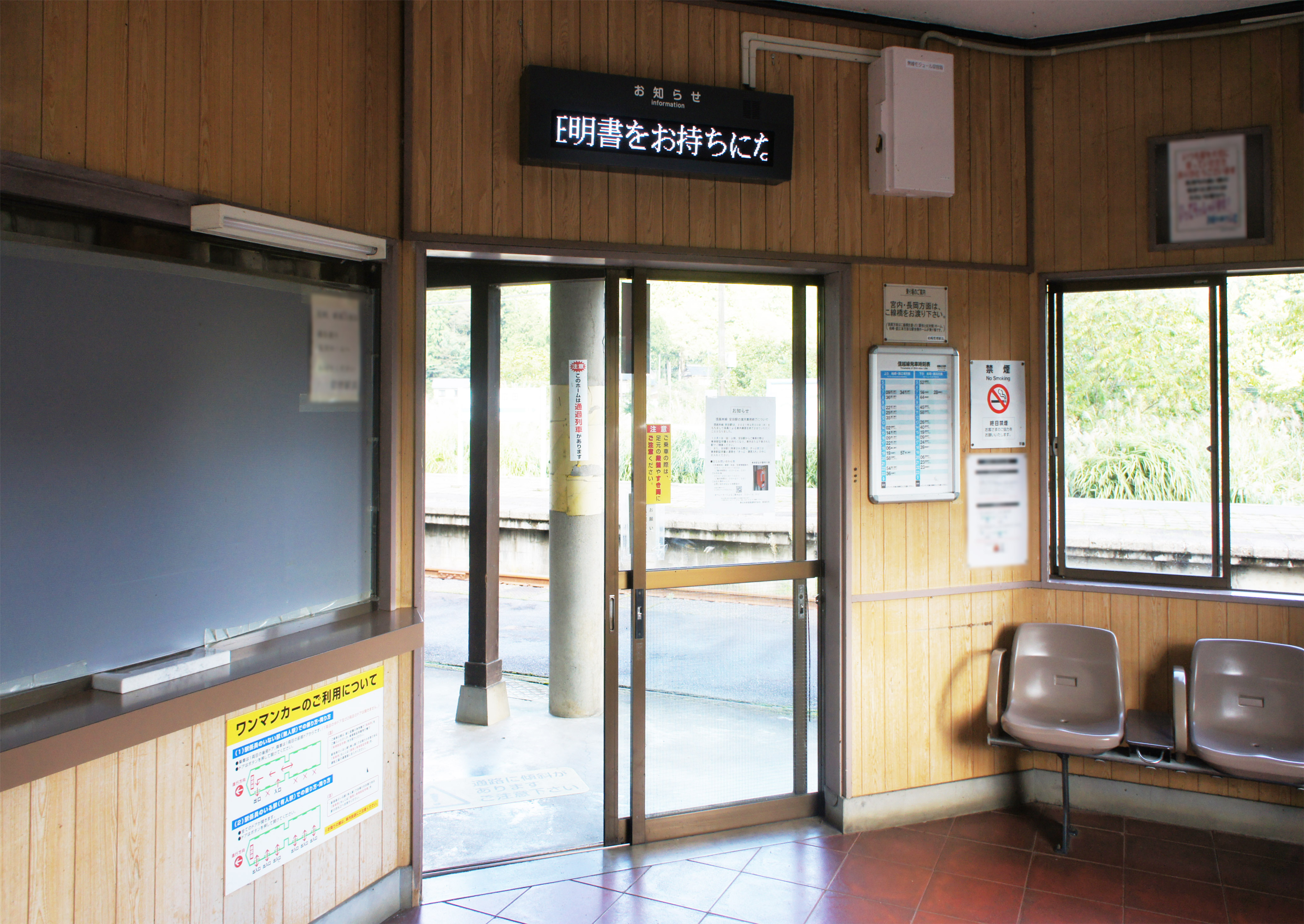
待合室（2021年9月）
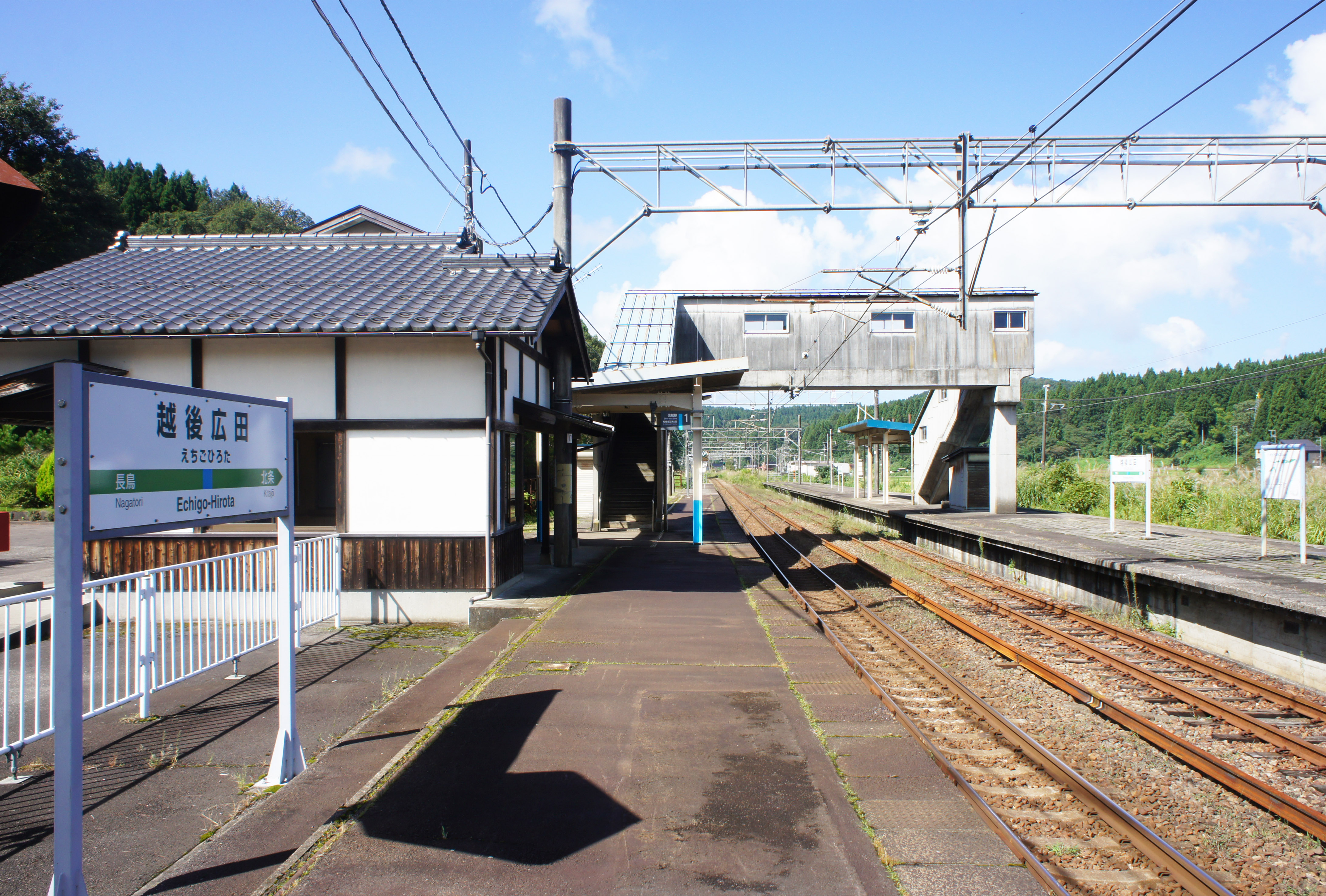
ホーム（2021年9月）
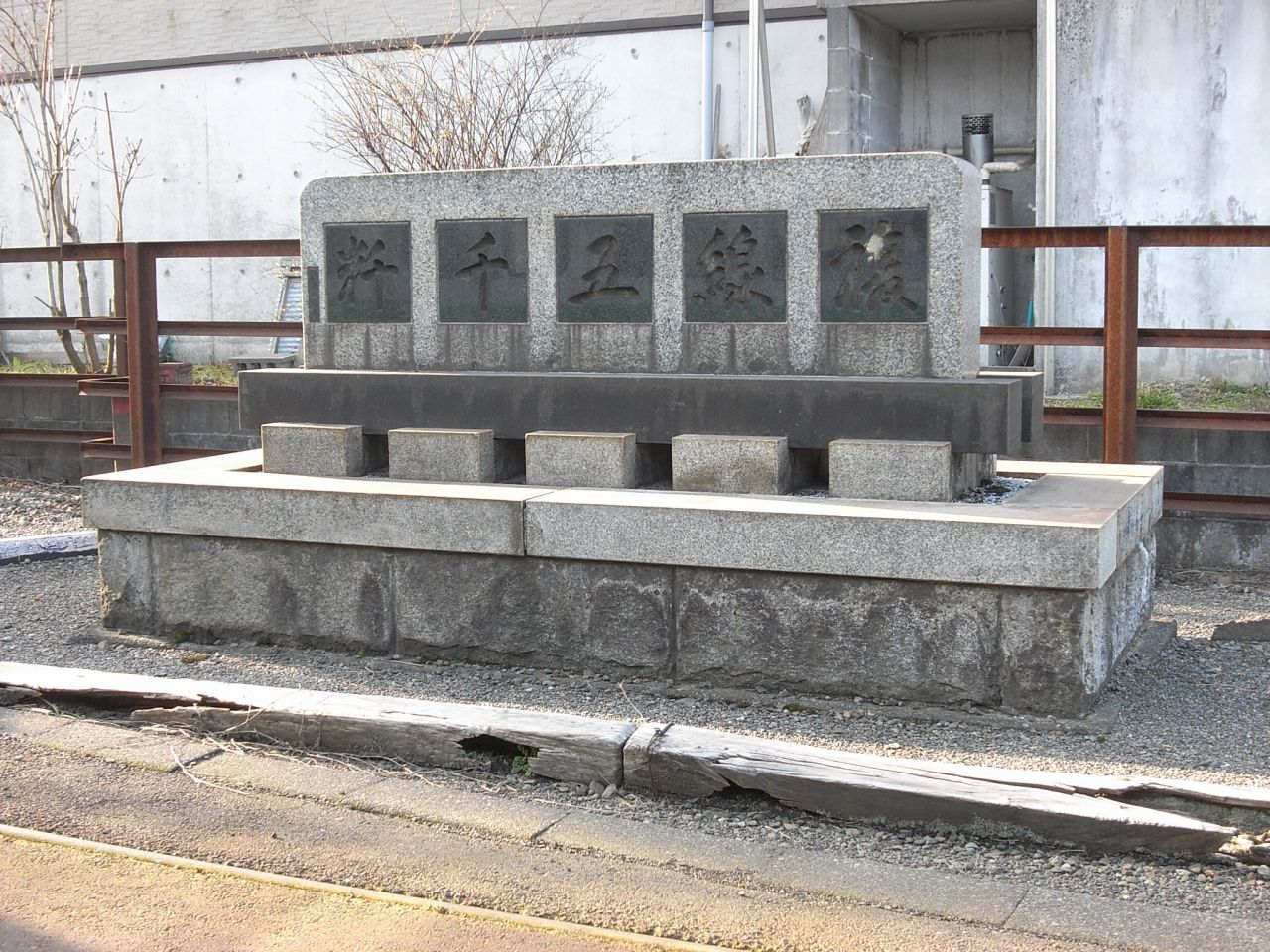
「複線五千粁」の記念碑（2008年4月）

## 利用状況
「柏崎市統計年鑑」によると、2005年度（平成17年度）- 2010年度（平成22年度）の1日平均乗車人員の推移は以下のとおりであった。
| 乗車人員推移       | 乗車人員推移     | 乗車人員推移 |
| 年度               | 1日平均 乗車人員 | 出典         |
| ------------------ | ---------------- | ------------ |
| 2005年（平成17年） | 57               | [ 7 ]        |
| 2006年（平成18年） | 66               | [ 7 ]        |
| 2007年（平成19年） | 63               | [ 7 ]        |
| 2008年（平成20年） | 71               | [ 7 ]        |
| 2009年（平成21年） | 61               | [ 7 ]        |
| 2010年（平成22年） | 58               | [ 8 ]        |

## 駅周辺
- 広田鉱泉

## 隣の駅
東日本旅客鉄道（JR東日本）
■信越本線
■快速
通過
■普通
北条駅 - 越後広田駅 - 長鳥駅